# Henny Fager
Henny Viola Fager, född 18 juni 1922 i Hudiksvall, död 21 november 2014, var en svensk kommunalpolitiker (socialdemokrat).
Fager växte upp i Tevansjö, utanför Ramsjö i norra Hälsingland. Maken Henry Fager var verksam inom Konsum och hon var under många år anställd hos samma arbetsgivare i Lottefors, Rengsjö, Östanbo, Ala och Söderhamn. Under 1970-talet var hon studieledare med regionalt ansvar inom Arbetarnas bildningsförbund. 
Fager var sedan 1946 verksam inom socialdemokraterna blev kommunstyrelsens ordförande och kommunalråd i Söderhamns kommun 1978 som efterträdare till Elis Ellqvist och innehade denna post till 1987, då hon efterträddes av Stig Wigren. Hon var Hälsinglands första kvinnliga kommunalråd. Hon tilldelades 1991 av Norrlandsförbundet utmärkelsen Norrlandsbjörnen för sina insatser inom samhällslivet och 1998 Tage Erlandermedaljen för mångåriga betydande insatser för sitt parti.